# Борба за щастие
„Борба за щастие“ е български игрален филм (драма) от 1946 година на режисьора Иван Фичев, по сценарий на Иван Фичев и Владимир Юрицин. Оператор е Симеон Симеонов. Музиката във филма е композирана от Георги Антонов.

## Състав
Роли във филма изпълняват актьорите:
- Васил Кирков – Скулпторът
- Лина Велева – Годеницата на скулптора
- Ева Фичева – Сестрата на скулптора
- Любен Желязков – Композиторът
- Хелея Чакърова – Годеницата на композитора
- Асен Миланов
- Петко Карлуковски
- Георги Раданов